# Менагґа (Міннесота)
Менагґа (англ. Menahga) — місто (англ. city) в США, в окрузі Водена штату Міннесота. Населення — 1340 осіб (2020).

## Географія
Менагґа розташована за координатами 46°45′13″ пн. ш. 95°6′10″ зх. д. / 46.75361° пн. ш. 95.10278° зх. д. (46.753697, -95.102864).  За даними Бюро перепису населення США в 2010 році місто мало площу 10,09 км², з яких 9,58 км² — суходіл та 0,50 км² — водойми.

## Демографія
Згідно з переписом 2010 року, у місті мешкало 1306 осіб у 569 домогосподарствах у складі 301 родини. Густота населення становила 129 осіб/км².  Було 654 помешкання (65/км²).
Расовий склад населення:
| - 97,8 % — білих - 0,6 % — корінних американців - 0,5 % — чорних або афроамериканців - 0,2 % — азіатів |

До двох чи більше рас належало 0,7 %. Частка іспаномовних становила 1,1 % від усіх жителів.
За віковим діапазоном населення розподілялося таким чином: 24,3 % — особи молодші 18 років, 47,5 % — особи у віці 18—64 років, 28,2 % — особи у віці 65 років та старші. Медіана віку мешканця становила 44,8 року. На 100 осіб жіночої статі у місті припадало 85,0 чоловіків;  на 100 жінок у віці від 18 років та старших — 84,3 чоловіків також старших 18 років.
Середній дохід на одне домашнє господарство  становив 37 743 долари США (медіана — 26 094), а середній дохід на одну сім'ю — 51 854 долари (медіана — 45 694). Медіана доходів становила 50 556 доларів для чоловіків та 26 000 доларів для жінок. За межею бідності перебувало 23,2 % осіб, у тому числі 22,0 % дітей у віці до 18 років та 16,9 % осіб у віці 65 років та старших.
Цивільне працевлаштоване населення становило 464 особи. Основні галузі зайнятості: освіта, охорона здоров'я та соціальна допомога — 23,3 %, виробництво — 20,9 %, роздрібна торгівля — 19,0 %.